# Jacopo Caetani degli Stefaneschi
Jacopo Caetani degli Stefaneschi (Roma, 1260 circa – Avignone, 23 giugno 1341) è stato un cardinale e scrittore italiano.

## Biografia
Nato a Roma, era figlio del senatore Pietro Stefaneschi e di Perna Orsini, nipote di Matteo Orsini, ed esponente del ramo degli Orsini di Soriano. Ebbe almeno sette fratelli, cinque maschi (Stefano, Bertoldo, Giovanni, Paolo e Gentile) e due femmine (di cui si conosce solo il nome di una, Costanza). Oltre al nome di Giacomo gli fu attribuito come cognomentum Gaetano o Caetano, forse in ossequio a una tradizione onomastica seguita allora dalla famiglia Orsini o più probabilmente in omaggio al prozio materno, il cardinale Giovanni Gaetano Orsini, futuro papa Niccolò III.
Venne istruito a Roma e poi all'Università di Parigi, dove si specializzò in filosofia e Sacre Scritture, prima di tornare in italia dove la famiglia lo indirizzò anche allo studio del diritto canonico e civile.
Entrato nella cerchia degli aiutanti di Celestino V venne nominato canonico di San Pietro, revisore della Sacra Rota. Dal successivo papa Bonifacio VIII venne creato cardinale diacono di San Giorgio in Velabro, il 17 dicembre 1295, e in seguito inviato, nel 1296, come legato a Cesena, Forlì, Faenza e Bologna, dove era incaricato di sedare alcuni tumulti popolari.
Coltivò vari interessi per la liturgia e per la letteratura, componendo numerose opere in latino, sia in prosa che in versi, che fece copiare e miniare. Verso il 1320 lo Stefaneschi era così importante da poter fare dono alla basilica di San Pietro, di cui era stato nominato canonico, di una nuova pala per l'altare principale, il cosiddetto Polittico Stefaneschi, dipinto da Giotto e bottega. A Giotto aveva commissionato anche il mosaico della navicella nell'atrio e alcuni affreschi perduti nella tribuna della basilica di San Pietro, oltre agli affreschi perduti per San Giorgio in Velabro.
Visse l'ultimo periodo della sua vita alla corte papale di Avignone. Qui commissionò al pittore italiano Simone Martini l'esecuzione degli affreschi del portico della cattedrale di Notre-Dame des Doms di Avignone.
Il 23 luglio 1334 papa Giovanni XXII nominò il cardinale protettore dei Minoriti. Non ricevette mai l'ordinazione sacerdotale.

## Conclavi
Durante il periodo del suo cardinalato Jacopo Caetani degli Stefaneschi partecipò ai conclavi:
- conclave del 1303, che elesse papa Benedetto XI
- conclave del 1304-1305, che elesse papa Clemente V
- conclave del 1314-1316, che elesse papa Giovanni XXII
- conclave del 1334, che elesse papa Benedetto XII

## Opere
Il cardinale Stefaneschi è noto anche per l'Opus Metricum un poema in esametri dattilici sulla vita di Celestino V, che rappresenta la più antica testimonianza sulle vicende legate al papa-eremita. È composto di tre parti, ciascuna indipendente e redatta in periodi diversi, riunite nel 1319, quando vennero spedite ai monaci della Badia di Santo Spirito di Sulmona, la casa-madre dei Celestini. La prima parte, scritta prima che lo Stefaneschi divenisse cardinale, è composta di tre libri e descrive l'elezione, il regno e l'abdicazione di Celestino V. La seconda, scritta cinque anni dopo, è composta di due libri e narra l'elezione e la consacrazione di Bonifacio VIII. La terza, in tre libri, descrive la vita di Celestino dopo l'abdicazione, la canonizzazione e i suoi miracoli. Il poema è preceduto da un'introduzione in prosa, che contiene dati sull'autore e una sinopsi dell'opera.
Altre opere dello Stefaneschi furono il Liber de Centesimo sive Jubileo, un resoconto del primo Giubileo del 1300; il Liber ceremoniarum Curiæ Romanæ, sul cerimoniale osservato alla corte pontificia; la Vita Sancti Georgii Martyris, elegia di san Giorgio, patrono della chiesa di cui il cardinale aveva il titolo; la Historia de miraculo Mariæ facto Avinione, la storia di un salvataggio miracoloso di un giovane condannato a morte, per opera della Vergine.